# Benedix von Bremer (Jurist)
Benedix von Bremer (auch: Benedikt von Bremer und Benedict Bremer; * 14. August 1717 in Cadenberge; † 15. Juli 1779 in Bremervörde) war ein deutscher Jurist, Kurfürstlich Braunschweig-Lüneburgischer Landrat, Geheimrat und Minister.

## Leben
Benedix von Bremer war ein Spross des seit der ersten Hälfte des 12. Jahrhunderts nachweisbaren niedersächsischen Ministerialengeschlechtes von Bremer. Seine Eltern waren der Land- und Legationsrat Benedix Georg von Bremer (* 15. August 1686; † 11. Dezember 1754) und dessen Ehefrau Clara Sophia von Grote (* 1688; † 21. Juni 1754), Tochter des lüneburgischen Landschaftsdirektors und Abts von St. Michael August Grote und der Hippolyta Katharina, geborene von Plato.
Er besuchte ab 1736 die Ritterakademie in Lüneburg, 1737 die Universität Leipzig, 1738 die Universität Halle und 1739 die Universität Göttingen, wo er 1741 zum Doktor beider Rechte promoviert wurde. Er war später Oberappellationsrat in Celle und wurde 1754 Geheimer Kammerrat in Hannover sowie 1759 wirklicher Minister.
Er heiratete Caroline Auguste von Haus, eine Tochter des großbritannischen Geheimen Rats Friedrich Ludwig von Haus auf Eimbeckhausen und der Charlotte von Bennigsen.
Benedict von Bremer war der Vater des späteren Staatsministers Friedrich Franz Dietrich Graf von Bremer.

## Auszeichnungen
Bremer war Ehrenmitglied der Königlichen Gesellschaft der Wissenschaften in Göttingen.